# Wiesenfeld (Eichsfeld)
Wiesenfeld ist eine Gemeinde im thüringischen Landkreis Eichsfeld in der Verwaltungsgemeinschaft Ershausen/Geismar.

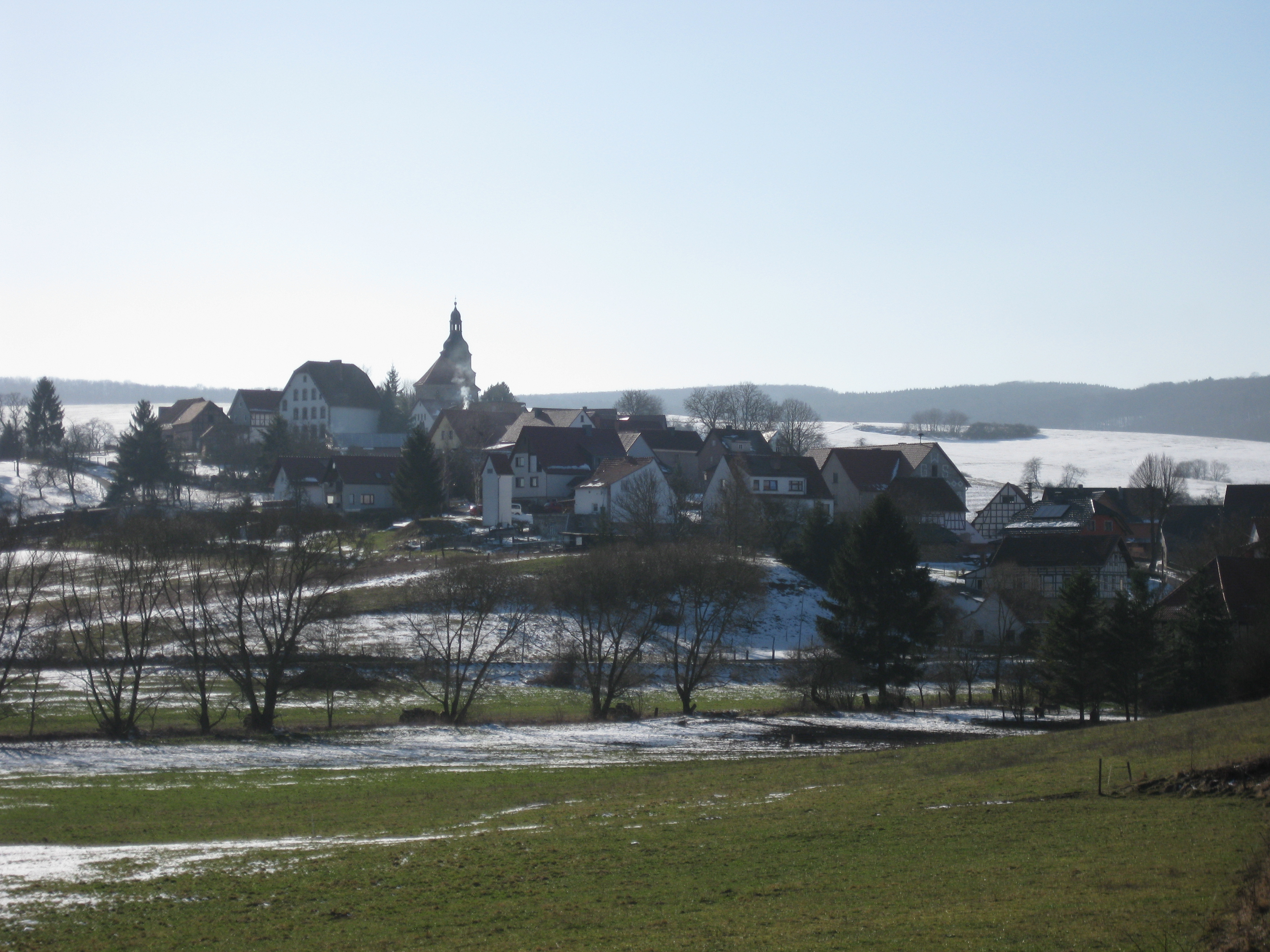
Wiesenfeld im Winter

## Geographie
Wiesenfeld liegt im Westen des Landkreises Eichsfeld nahe der hessischen Grenze zwischen den Gemeinden Rüstungen, Volkerode und Sickerode. Der „Wiesenbach“ (eigentlich „Wisentbach“) vereinigt sich bei Wiesenfeld mit dem Hesselbach und heißt unterhalb von Wiesenfeld Rode. Höchste Erhebungen in der Umgebung sind die Goburg (543,4 m) und der Rachelsberg (512,8) im Westen und der Thomaskopf (390,5 m) und der Lichtberg (385,8) Osten.

## Geschichte
Die Ortschaft wird im 9. Jahrhundert als „Wiesenfelt“ erstmals erwähnt, wo es im Besitz des Klosters Fulda ist. Ob es sich aber um das hiesige Wiesenfeld handelt ist nicht belegt. Später war es im Besitz der Herren von Weberstedt, die im Dorf eine Kemenate besaßen und Burgmänner auf der nahen Burg Greifenstein waren. Ab 1380 besaßen den Ort die Herren von Hanstein bis 1818.
Der erste urkundlich erwähnte Kirchenbau fand 1560 statt. Der barocke Hochaltar stammt aus dem Jahr 1703. Wiesenfeld gehörte bis zur Säkularisation 1802 zu Kurmainz. 1802 bis 1807 wurde der Ort preußisch und kam dann zum Königreich Westphalen. Von 1815 bis 1945 war er Teil der preußischen Provinz Sachsen. 1945 wurde das örtliche Rittergut „Hessel“ im Zuge der Bodenreform enteignet und aufgeteilt. Bis 1949 war der Ort der sowjetischen Besatzungszone zugeteilt und wurde ab 1949 Teil der DDR. Von 1961 bis zur Wende und Wiedervereinigung 1989/1990 wurde Wiesenfeld von der Sperrung der nahen innerdeutschen Grenze beeinträchtigt. Seit 1990 gehört der Ort zum wieder gegründeten Bundesland Thüringen. Drei bäuerliche Betriebe übernahmen als sogenannte Wiedereinrichter die Produktion landwirtschaftlicher Erzeugnisse von der örtlichen LPG, so auch Gut Hessel.
Westlich der Ortslage im Tal des Hesselbaches befand sich das alte Gut Hessel, welches 1945 im Rahmen der Bodenreform enteignet wurde.

### Einwohnerentwicklung
Entwicklung der Einwohnerzahl (31. Dezember):
| - 1994: 263 - 1995: 277 - 1996: 270 - 1997: 268 - 1998: 267 - 1999: 263 | - 2000: 260 - 2001: 258 - 2002: 255 - 2003: 256 - 2004: 256 - 2005: 263 | - 2006: 268 - 2007: 255 - 2008: 250 - 2009: 251 - 2010: 242 - 2011: 239 | - 2012: 241 - 2013: 239 - 2014: 230 - 2015: 224 - 2016: 225 - 2017: 223 | - 2018: 223 - 2019: 218 - 2020: 220 - 2021: 225 - 2022: 228 |

Datenquelle: Thüringer Landesamt für Statistik

## Politik

### Gemeinderat
Der Gemeinderat von Wiesenfeld setzt sich aus sechs Gemeinderatsmitgliedern zusammen. Bei den Kommunalwahlen 2009, 2014, 2019 und 2024 lautete das Ergebnis jeweils:
- Wahlvorschlag Männer-Burschenverein: 6 Sitze

### Bürgermeister
Der ehrenamtliche Bürgermeister Udo Nolte wurde am 6. Juni 2010 gewählt und am 5. Juni 2016 sowie am 12. Juni 2022 wiedergewählt.

## Wirtschaft und Infrastruktur

### Wasser und Abwasser
Die Abwasserentsorgung wurde auf den Zweckverband Wasserversorgung und Abwasserentsorgung Obereichsfeld übertragen.

## Sehenswürdigkeiten

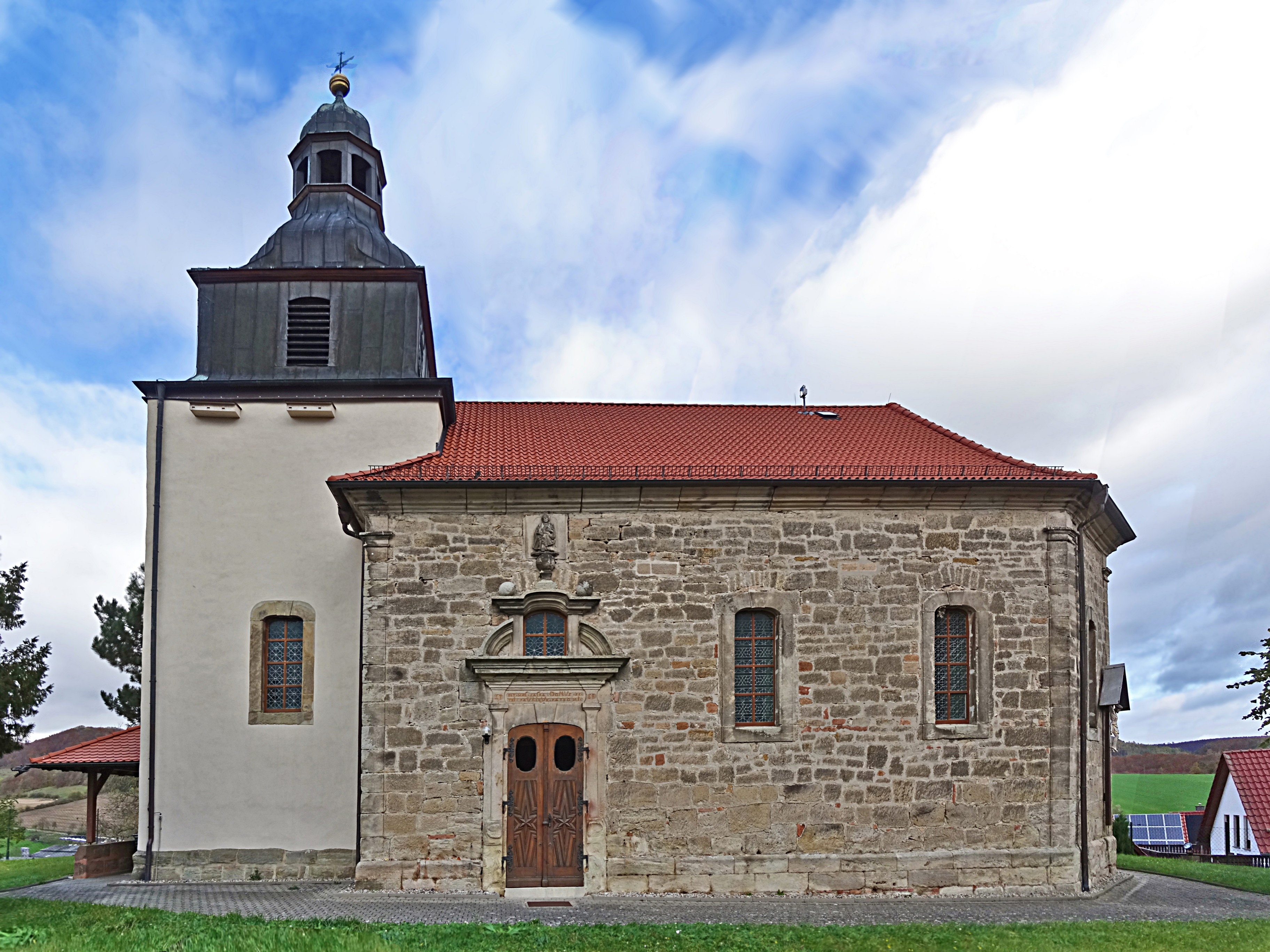
St. Peter und Paul

- römisch-katholische Filialkirche St. Peter und Paul
- Herrenhaus des ehemaligen Rittergutes aus dem 17. Jahrhundert
- Zwei Eichen westlich des Gutes Hessels, wobei eine einen Brusthöhenumfang von 6,90 m (2014) hat.[8]